# انبارک (تنگستان)
انبارک (تنگستان)، روستایی از توابع بخش مرکزی شهرستان تنگستان در استان بوشهر ایران است. انبارک نام روستایی است در شهرستان تنگستان. این روستا داری جمعیت ۳۵۰ نفری بوده است.

## جغرافیا
روستای انبارک تقریباً دارای ۴ کیلومتر و ۸۹۵ متر وسعت است که از شمال غربی به روستای خیاری، از جنوب شرقی به روستای شورکی، از شرق به مسیله (منطقه شوره زار کویری) و از غرب به تپه ماهورها محدود می‌شود. انبارک نام روستایی است در شهرستان تنگستان

## جمعیت
این روستا در دهستان باغک قرار دارد و براساس سرشماری مرکز آمار ایران سرشماری عمومی نفوس و مسکن ۱۳۹۰ از سازمان امار کشور ۳۵۰ نفر اعلام شد که در مقایسه با سرشماری آمار ۵ سال پیش خود فقط ۱ نفر به جمعیت اضاف شده‌است! دلیل این مهم؛ عدم وجود شغل مناسب و مهاجرت به شهرها بوده‌است. طبق آمار ارئه شده در سال ۹۰ جمعیت ۳۵۰ نفری این روستا دارای ۹۵ خانوار، ۱۷۲ زن و ۱۷۸ مرد است.

## سبب نام‌گذاری
سبب نام‌گذاری این روستا به انبارک، وجود آب انبارهای متعدد نزدیک به تپه ماهورها در قسمت غربی این روستا بوده‌است که در قدیم به عنوان ذخیره اصلی آب از آن‌ها استفاده می‌شدند.

## زبان
یشتر مردم انبارک به زبان و گویش محلی تنگسیری تکلم می‌کنند. البته برخی از لغات بیگانه هم در گویش این مردم نظیر عربی، انگلیسی و گاهی هندی یافت می‌شود که دلیل این امر همجواری وتجارت مردم این منطقه با کشورهای عرب زبان و جنگ جهانی اول در حمله انگلیس‌ها و هم پیمانان هندیشان به منطقه تنگستان بوده‌است.

## آب و هوا
آب و هوای این روستا تقریباً گرم و خشک است و نسبت به قسمت ساحلی تنگستان از رطوبت کمتری برخوردار است.

## کشاورزی
در این روستا، درختان خرمای زیادی هستند که هر ساله باغ داران بعد از مراقبت‌های فصلی، از رطب و خرمای آن برداشت می‌کنند و بیشتر، مصرف سالانه خود کرده و قسمت کمی را هم برای امرار و معاش به فروش می‌رسانند؛ و از دیگر محصولات کشاورزی این روستا می‌توان به کاشت گندم و جو به صورت دیمی اشاره کرد.

## گیاهان
روستای انبارک دارای گیاهان مفید و دارویی همچون لگجی (کبار) و بابونه است که بابونه خود از ارزش دارویی بسیار زیادی برخوردار است. در قسمت جنوبی روستا نزدیک به تپه ماهورها و در نواحی سبز زیر درختان خرما نیز گاهی کاسنی با دسته‌های زیاد رشد می‌کند که این گیاه نیزدارای خواص درمانی زیادی است؛ و البته قابل ذکر است که گیاه خارشتر به وفور در این منطفه به صورت خود رو، یافت می‌شود، که خود نیز دارای خواص دارویی همچون عرق این گیاه می‌باشد.
علاوه بر این ما در زمستان و بهار در تپه ماهورهای این روستا شاهد رویش گل‌های زیبایی هستیم که امروزه به دلیل کم‌آبی و بی بارانی کمتر روییده و دیده می‌شوند.
در این تپه ماهورها همچنین گیاهانی با نام‌های محلی نظیر: ترشوک، خِلیلوک و ریش بزک و غیره .. روییده می‌شوند که به غیر از جنبه‌های دارویی جزو سبزیجات مفید و پر طرفدار این منطقه در فصول ذکر شده به‌شمار می‌روند.

## شغل
شغل اهالی آن در گذشته کشاورزی، دامداری و باغداری و بنایی بوده‌است که به مرور زمان و شهرنشینی‌ها کمتر شده و امروزه به شغل‌های دیگری نظیر کارهای اداری، آزاد و خود اشتغالی در کارهای فنی در شهر همجوار روی آورده‌اند.

## آب
آب اصلی مردم روستا از طریق ایستگاه آبرسانی این روستا که متصل به شبکه‌های آبی استان و از خط محرم و خائیز است تأمین می‌شود.

## راه‌های ارتباطی
راه اصلی و ارتباطی شهر اهرم به شهر دلوار از این روستا می‌گذرد.
همچنین این روستا در مرکز راه اصلی ارتباطی روستاهای ما بین عالی حسینی تا باغک قرار دارد.

## پایگاه اینترنتی اطلاع‌رسانی و فرهنگی
پایگاه اصلاع‌رسانی و فرهنگی این روستا برای معرفی روستا، اصلاع‌رسانی و ایجاد همبستگی بین همه قشرها این روستای شهید پرور در سال ۸۹ با آدرس زیر افتتاح و آغاز به کار کرد.